# Tatort: Ich töte niemand
Ich töte niemand ist ein Fernsehfilm aus der Krimireihe Tatort. Der vom Bayerischen Rundfunk produzierte Beitrag ist die 1055. Tatort-Episode und wurde am 15. April 2018 im Ersten erstgesendet. Das fränkische Ermittlerduo Voss und Ringelhahn ermittelt seinen vierten Fall.

## Handlung
Ahmad Elmahi beobachtet, wie drei Schüler einen Pizzaboten vom Moped stoßen, der daraufhin gegen den Randstein fliegt und seitdem im Rollstuhl sitzt. Pflichtbewusst hält er sich der Justiz zur Verfügung und sagt gegen die Täter aus, sodass es zur Verurteilung der drei Schuldigen kommt. Nach dem Prozess wird Elmahi geraten unterzutauchen, denn Mitglieder eines vom nationalsozialistisch gesinnten Theodor Pflüger geleiteten Fußballvereins wollen ihm „einen Denkzettel verpassen“. Als sie ihren Plan in die Tat umsetzen wollen, treffen sie jedoch Elmahis Zieheltern, ein Geschwisterpaar, an und schlagen sie tot. Paula Ringelhahn und Felix Voss müssen Stück für Stück das Puzzle zusammensetzen, um den Fall zu lösen. Während ihrer Ermittlungsarbeiten erleidet Frank Leitner, ein Ermittler aus dem Betrugsdezernat, mit dem Paula Ringelhahn früher befreundet war, einen tödlichen Autounfall. Ringelhahn macht sich Vorwürfe, weil Leitner sie vor kurzem kontaktieren wollte, sie jedoch keine Zeit hatte. Mysteriös wird das Ganze, als ein am Tatort gefundenes, auffälliges Perückenhaar zu Leitner und seiner Frau führt und sich herausstellt, dass der pensionierte Lehrer und ehemalige Fußballtrainer Pflüger Frank Leitners Schwiegervater ist. Den Ermittlungen nach waren Leitners Kinder in die Rachetour gegen Elmahi verwickelt und Leitner konnte es mit seinem Gewissen als Polizist nicht länger vereinbaren, darüber Stillschweigen zu bewahren. Am Abend des Unfalls wollte er dies aufdecken, was seine Frau Gudrun nicht zulassen konnte. Durch eine gezielt herbeigeführte negative Medikamentenwechselwirkung hat sie den Autounfall provoziert.
Ahmad Elmahi, der sich die ganze Zeit bei einem Freund versteckt hält und eigentlich geschworen hatte, niemanden zu töten, will nun doch Rache üben. Er zwingt den eigentlichen Täter Udolf Rasch zu einem Geständnis, das er mit einem Handy aufnimmt, sodass die Polizei bei ihrem Eintreffen den Schuldbeweis vorfindet und Rasch festnehmen kann. Elmahi, der von Rasch erfahren hat, dass Pflüger der Anstifter der Tat war, sucht diesen in dessen Haus auf und erschießt ihn. Anschließend versucht er, sich das Leben zu nehmen, was Kommissar Voss verhindern kann, so dass Elmahi „nur“ schwer verletzt wird. Kommissarin Ringelhahn verhört Gudrun Leitner und macht ihr eindeutig klar, dass sie ihr den Mord an ihrem Mann nachweisen wird. Diese rechtfertigt sich mit den Worten, dass ihr Mann seine eigenen Kinder habe verraten wollen.

## Hintergrund

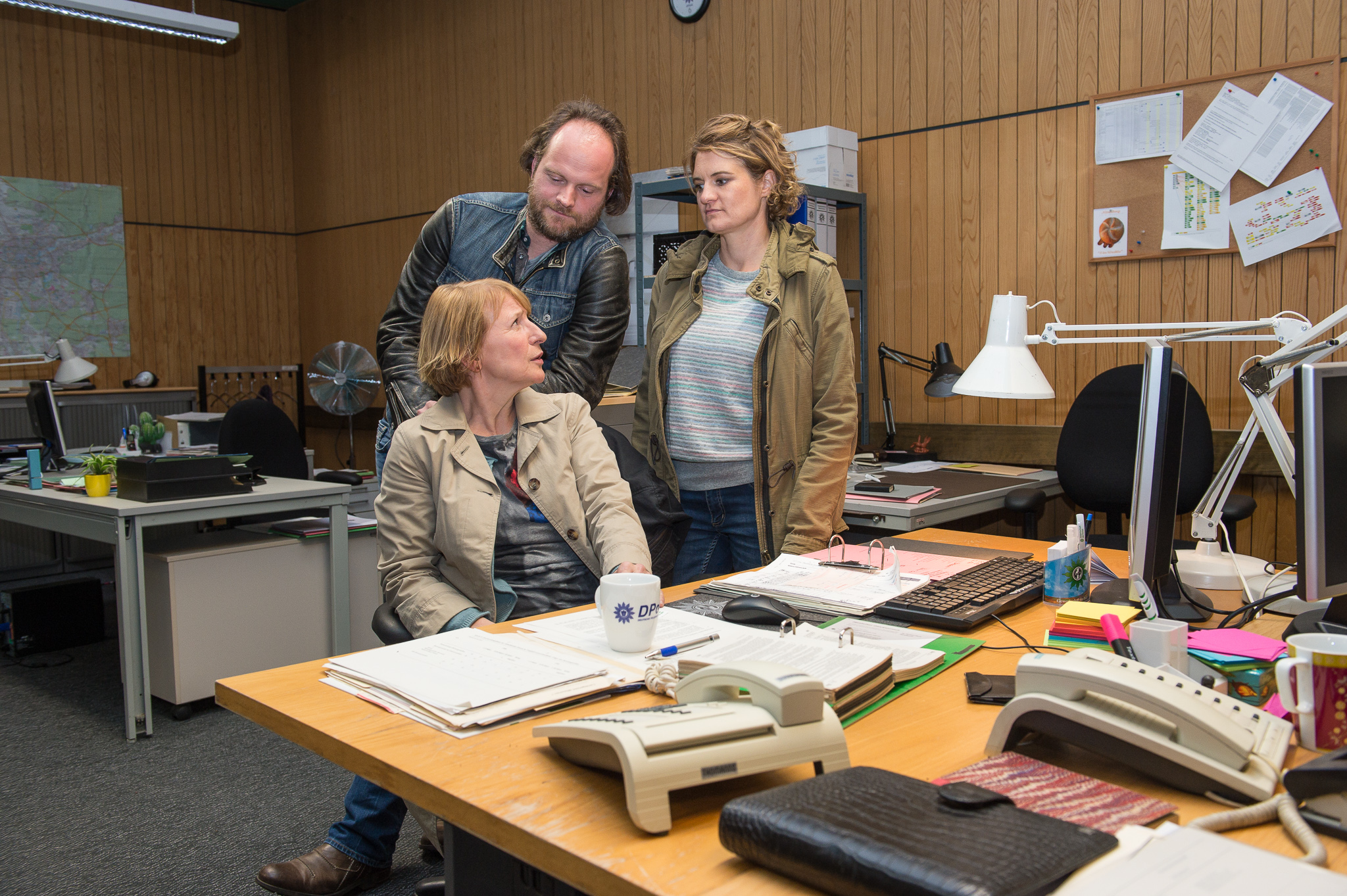
Dagmar Manzel, Andreas Leopold Schadt und Eli Wasserscheid in der Kulisse des Polizeireviers

Der Film wurde vom 5. September 2017 bis zum 6. Oktober 2017 in Nürnberg gedreht.

## Rezeption

### Kritiken
„Immer wieder schlägt die Handlung eine unvorhergesehene Richtung ein, immer wieder offenbaren Charaktere unerwartete Wahrheiten, die den Blick auf das Geschehen verändern und schärfen. Dieser 'Tatort' entwickelt seine Wucht über eine Reihe kluger Konfrontationen. Die Dialoge gehören zu den besten, die man in jüngster Zeit in der Krimireihe gehört hat; auf abgeschmackte Good-Cop-Bad-Cop-Spiele wird verzichtet. Und zum Glück auch auf Undercovereinsätze.“

„Alles zerfällt, und der Film ist ungewohnt konsequent darin, diesen Zerfall entsprechend abzubilden. Stimmen aus dem Off, Handlungen in dunklen Zimmern, Personen werden ohne lange Einführung auf die Bühne gestellt, gegen Ende werden zwei entscheidende Sequenzen als Dialog beziehungsweise Monolog aufgeführt, da sprengt dieser Tatort mal wieder alle Grenzen. […] Wer genau hinschaut und vor allem hinhört, wird […] belohnt mit Perlen der Dialogkunst in einem Sonntagabendkrimi.“

„Da hat sich aber einer ordentlich ausgetobt. Und da es sich bei den Opfern um gut integrierte Ausländer handelt, kommen fast schon reflexhaft ein paar gesellschaftliche Gruppen in Frage: Entweder es waren Nazis, oder es war die Mafia oder ein Familienstreit. […] Immer neue Personen werden vorgestellt, die allesamt so traurig wirken, dass eine depressive Stimmung den Fernsehabend langsam aber sicher kaputtmacht. Der Geschichte hilft das nicht. Genauso wenig wie die ständige laute Schreierei […] Schreien ist nicht Dramaturgie.“

### Einschaltquoten
Die Erstausstrahlung von Ich töte niemand am 15. April 2018 wurde in Deutschland von 8,68 Millionen Zuschauern gesehen und erreichte einen Marktanteil von 24,8 % für Das Erste.